# Manoir de Marbeuf

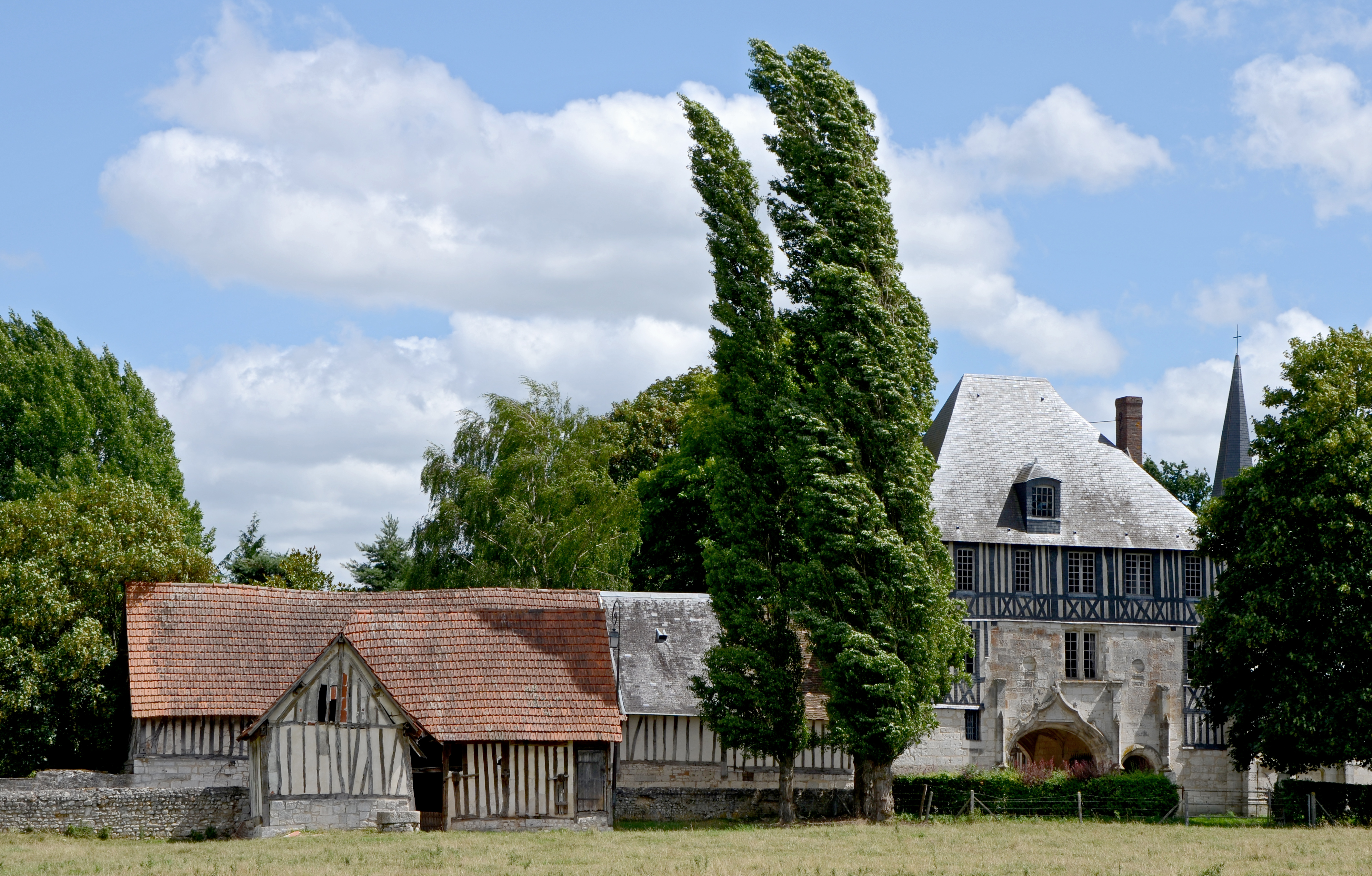
Das Manoir de Marbeuf, Ansicht von Westen

Das Manoir de Marbeuf ist ein Herrenhaus in der nordfranzösischen Gemeinde Sahurs etwa 15 Kilometer südwestlich von Rouen in der Normandie. Es wurde von Louis de Brézé im ersten Viertel des 16. Jahrhunderts im Stil des Flamboyants errichtet. Etwas später ließ er der Anlage noch eine gotische Kapelle hinzufügen.
Das Manoir befindet sich heute in Privatbesitz und kann nicht besichtigt werden, ist von der Straße aus aber gut einsehbar. Teile von ihm stehen seit dem 7. Mai 1945 als klassifiziertes Monument historique (französisch Monument historique classé) unter Denkmalschutz.

## Geschichte
Der Seneschall der Normandie, Louis de Brézé, und seine Frau Diana von Poitiers veranstalteten im 16. Jahrhundert oft Jagden im Wald von Roumare, einem großen Waldgebiet nördlich von Sahurs. Um 1515 errichtete Louis de Brézé in Sahurs dann ein Jagdhaus, in dem er mit den Jagdgesellschaften einkehren konnte. Einige Jahre später fügte er der Anlage noch eine kleine Kapelle hinzu.
Der Dichter Pierre de Marbeuf war einer der nachfolgenden Eigentümer des Manoirs. Er ließ die Anlage überarbeiten und erhielt 1637 von Papst Urban VIII. die Genehmigung, die Kapelle Unserer Lieben Frau des Friedens (französisch Notre-Dame de la Paix) zu weihen. Außerdem gewährte der Papst diverse Ablässe, und die Kapelle wurde ein Ziel von Pilgerfahrten. Es wird erzählt, auch die französische Königin Anna von Österreich habe als Pilgerin die Kapelle besucht und dort in einem Gebet um Frieden für Frankreich und einen Thronfolger gebeten. Als ihre Bitten erhört worden waren, stiftete sie dem kleinen Gotteshaus 1638 nach der Geburt ihrs Sohnes Ludwig eine Madonnenstatue aus massivem Silber, die das Gewicht des Neugeborenen hatte: 24 Mark, das heißt fast 5,9 Kilogramm. Sie wurde in einer feierlichen Prozession nach Sahurs gebracht. Zu jener Zeit lautete ein Sprichwort „Es war Sahurs, das Frankreich einen König schenkte.“ (französisch C’est Sahurs qui donne un Roi à la France.) Die Statue gehörte bis zur Französischen Revolution zur Kapellenausstattung, aber am 15. Frimaire des Jahres II (5. Dezember 1793) übergab der damalige Eigentümer des Herrenhauses die Madonna einem Volksbeauftragten der Münze in Rouen, um sie einschmelzen zu lassen.

## Beschreibung
Das Manoir de Marbeuf steht am rechten Ufer der Seine am Rande des Regionalen Naturparks Boucles de la Seine Normande. Es besteht aus mehreren Gebäuden, von denen aber nur noch der massive Torbau und die Kapelle von der ersten Anlage aus dem 16. Jahrhundert stammen. Ein großer Stein, der vor der straßenseitigen Fassade der Kapelle liegt, trägt das Wappen Frankreichs. Pierre der Marbeuf erhielt ihn auf Geheiß König Ludwigs XIII., und er zeigte an, dass der Besitz von der Einquartierung königlicher Truppen ausgenommen war.
Eine architektonische Besonderheit ist eine der Anlage zugehörige Scheune. Der hölzerne Bau ist eines der wenigen Exemplare im Boucle de Roumare genannten Gebiet, das auf Stelzen hochgelegt ist.
Der dreigeschossige Torbau besitzt ein Erdgeschoss aus Caumont-Stein, während seine Obergeschosse aus Holzfachwerk bestehen, dessen tragende Hölzer an den Außenseiten mit Schieferplatten verkleidet sind. Das Gebäude wird von einem schindelgedeckten Walmdach abgeschlossen. Die rundbogige Tordurchfahrt ist von einem mehrfach geschweiften, skulptierten Kielbogen bekrönt. Rechts daneben liegt eine wesentlich kleinere Schlupfpforte. Der Schlussstein des flachen Kreuzrippengewölbes der Durchfahrt zeigt das Wappen der Familie Brézé, während die hofseitig Ostfassade des Torbaus Medaillons mit den Köpfen Pierre de Marbeufs und seiner Frau aufweist. In nördlicher Richtung schließen sich zwei hintereinander liegende, eingeschossige Fachwerkgebäude aus dem 18. Jahrhundert an, deren Sockel aus Caumont-Stein gemauert wurden.
An der Südseite des Torbaus schließt sich ihm die gotische Kapelle Notre-Dame de la Paix mit Fünfachtelschluss und außenseitigen Stützpfeilern an. Der Kirchenbau ist von einem schiefergedeckten Dach abgeschlossen. Es trägt einen schmalen Dachreiter mit hohem, schiefergedecktem Helm und einer 1829 gegossenen Glocke. An der östlichen Außenseite besaß die Kapelle im 17. Jahrhundert eine Lukarne im Stil Louis-treize, diese ist heute jedoch nicht mehr erhalten. Das Innere wird von Spitzbogenfenstern mit Maßwerk im Stil des Flamboyants erhellt. Die Mauerpartien unter den Fenstern sind mit einer renaissancezeitlichen Täfelung verkleidet. Sie stammt damit aus derselben Epoche wie die Sitzbänke. Der dreijochige Chor besitzt ein Kreuzrippengewölbe, dessen Schlusssteine Wappendarstellungen tragen. Über dem Eingang befindet sich eine Empore, die früher den Herren des Landsitzes vorbehalten war. Zur mobilen Ausstattung der Kapelle gehören mehrere Gemälde aus dem 17. und 18. Jahrhundert sowie eine Madonna und eine Statue des heiligen Johannes aus dem 17. Jahrhundert.

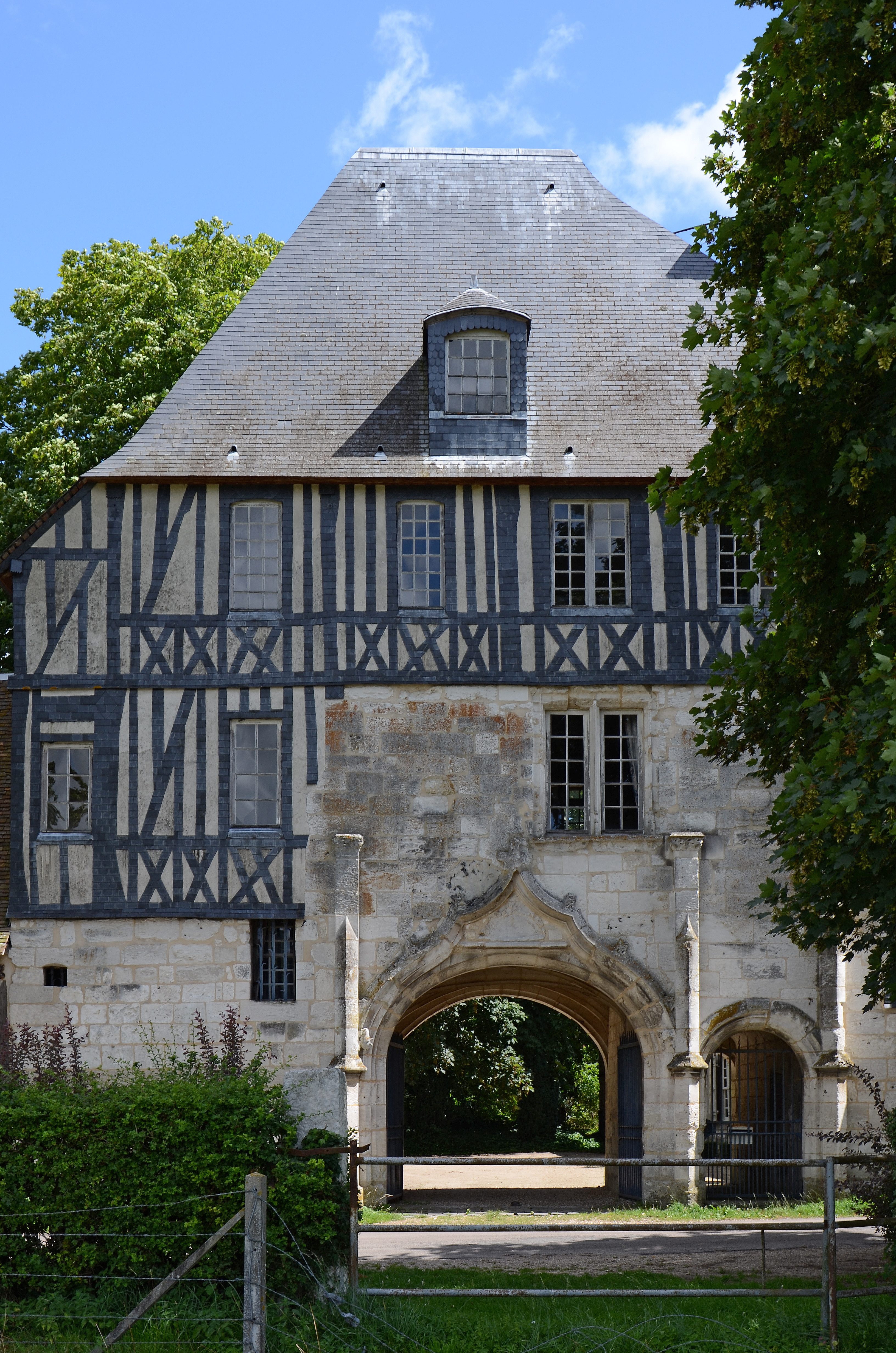
Der Torbau, Westseite
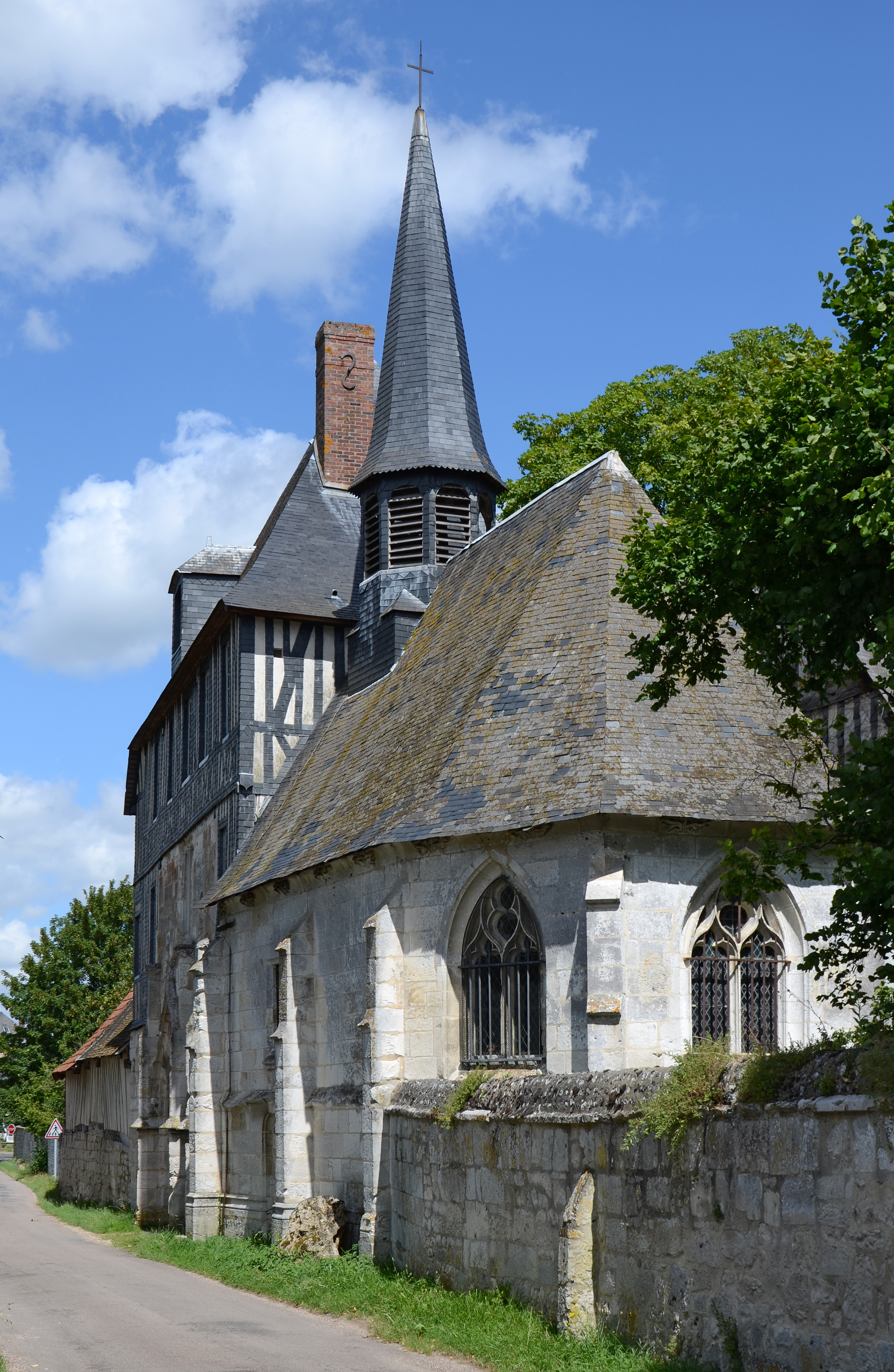
Die Kapelle, Ansicht von Süden